# Dirty Rotten Mother Fuckers
Dirty Rotten Mother Fuckers ist eine US-amerikanische Pornofilmreihe, die von „Jules Jordan Video“ produziert wird. Sie ist dem Genre Cougar/MILF zuzuordnen.
 In seiner Kulturgeschichte des Wortes Motherfucker
hat Jim Dawson die herausragende Bedeutung der Filmreihe hervorgehoben.
Sowohl die Filmreihe als auch einzelne Teile wurden bei den AVN Awards ausgezeichnet.

## Darsteller
- Dirty Rotten Mother Fuckers 1 (2007): Ginger Lynn, Shannon Kelly, Francesca Lé, Rayveness, Kayla Synz, Kitty Caulfield, Rhyse Richards, Rhylee Richards
- Dirty Rotten Mother Fuckers 2 (2008): Holly Halston, Julia Ann, Brittany O’Connell, Raquel Devine, Monique, Jada Fire, Diamond Jackson, Veronica Rayne
- Dirty Rotten Mother Fuckers 3 (2009): Shayla LaVeaux, Debi Diamond, Janet Mason, Angela D’Angelo, Tabitha Stevens, Sienna West
- Dirty Rotten Mother Fuckers 4 (2010): Taylor Wane, Dyanna Lauren, Diamond Foxxx, Lisa Ann, Raylene, Claudine
- Dirty Rotten Mother Fuckers 5 (2012): Veronica Avluv, Ava Devine, Kristal Summers, Kendra Lust, Tanya Tate
- Dirty Rotten Mother Fuckers 6 (2013): Brandi Love, Jessica Jaymes, Eva Karera, Alura Jenson, Maxine X
- Dirty Rotten Mother Fuckers 7 (2014): Ava Addams, Cherie DeVille, India Summer, Joslyn James, Britney Shannon
- Dirty Rotten Mother Fuckers 8 (2014): Devon, Nina Elle, Jewels Jade, Kiara Mia
- Dirty Rotten Mother Fuckers 9 (2015): Holly Heart, Eva Notty, Richelle Ryan, Alena Croft
- Dirty Rotten Mother Fuckers 10 (2015): Veronica Avluv, Alexis Fawx, Mercedes Carrera, Savana Styles

## Rezeption
Im Hinblick auf das Porno-Genre MILF schrieb Jim Dawson in seinem Werk The Compleat Motherfucker: A History of the Mother of All Dirty Words, einem Buch über die Etymologie des Wortes „Motherfucker“:

„The apotheosis of the genre may be a series from Jules Jordan Productions called Dirty Rotten Mother Fuckers.“

„Die Apotheose des Genres könnte eine Serie von Jules Jordan Productions mit dem Titel Dirty Rotten Mother Fuckers sein.“

## Auszeichnungen
- 2011: AVN Award – Best MILF Release für Dirty Rotten Mother Fuckers 4[2]
- 2015: AVN Award – Best MILF Release für Dirty Rotten Mother Fuckers 7[3]
- 2016: AVN Award – Best Continuing Series[4]
- 2017: AVN Award – Best MILF Movie für Dirty Rotten Mother Fuckers 10[5]